# César Elguezábal Hernández
César Elguezábal Hernández (Alacant, 1917 - 29 de novembre de 1936) fou un jove universitari alacantí militant falangista, mort durant la guerra civil espanyola.
Jove estudiant universitari, en juliol de 1935 fou un dels primers afiliats de la Falange Española a la ciutat d'Alacant, juntament amb Luis Castelló i Manuel Pascual Martínez, qui en seria cap local. El cop d'estat del 18 de juliol el va sorprendre de vacances amb la seva família a Tibi. Allí hi fou detingut el 5 d'agost i empresonat sense judici. Quan el 28 de novembre de 1936 la Legió Còndor va bombardejar Alacant durant set hores. Tot i que no hi va tenir res a veure, com a represàlia, ell i 51 presos dretans foren trets de la presó per milicians i duts en un autobús confiscat a l'Hércules CF al cementiri de Sant Blai, on fou afusellat amb tots ells i enterrat en una fossa comuna.
Va tenir un carrer dedicat al centre de la ciutat d'Alacant fins al juliol de 2018, quan el carrer va rebre el nom de Susana Llaneras Rico